# Setaria pseudaristata
Setaria pseudaristata là một loài thực vật có hoa trong họ Hòa thảo. Loài này được (Peter) Pilg. miêu tả khoa học đầu tiên năm 1940.